# Gianni Vernetti
Gianni Vernetti (27. listopadu 1960, Turín) je italský novinář a politik, který je členem Demokratické strany Itálie. Je ženatý s Laurou De Donato, novinářkou. Mají čtyři děti.
Byl zvolen do Poslanecké sněmovny Itálie v roce 2001 a 2008 a do Senátu republiky (Itálie) v roce 2006. 
Od května 2020 se stal sloupkařem pro La Repubblica, kde psal četné úvodníky, zprávy a rozhovory popisující hlavní globální krize, rostoucí konfrontaci mezi demokraciemi a autoritářskými režimy, nové hrozby pro mezinárodní bezpečnost, výzvy, kterým čelí Západ od režimů Ruska a Číny.
V březnu 2022 vydal knihu „Dissidenti“  (Rizzoli Libri), ve které analyzuje rostoucí konfrontaci mezi demokraciemi a autokraciemi tak, že doprovází čtenáře na cestě přes hory Kurdistánu, kde kurdští bojovníci porazili džihádistické milice ISIS; po svazích Himálaje, kde hrstka odvážných mnichů zachránila tisíc let starou tibetskou kulturu; po malé a bojovné Litvě, která zažila všechny totality 20. století a dnes vítá disidenty z Ruska a Běloruska; po ostrově Tchaj-wan, který vzdoruje čínskému autoritářství.